# رشيد عمار
الفريق أول رشيد عمار ولد سنة 1947 بمدينة صيادة، قائد أركان الجيش الوطني التونسي وجيش الطيران التونسي والبحرية التونسية، كان له دور مهم في إنهاء عهد رئاسة زين العابدين بن علي لتونس بعد اندلاع الثورة التونسية نهاية عام 2010 ومطلع عام 2011 م. وكان المدون ياسين العياري أقرّ لاحقا بأنه هو الذي نشر الخبر الكاذب الذي مفاده أن رشيد عمار رفض أمر بن علي بإطلاق الرصاص على المتظاهرين.
شغل الجنرال رشيد عمار منصب رئيس أركان القوات المسلحة من 19 أبريل 2011 حتى استقالته في 25 يونيو 2013 بموجب وصوله لسن التقاعد. وجرت عملية إحالته للتقاعد في موكب رسمي يوم 9 يوليو 2013 بقصر قرطاج من قبل الرئيس المنصف المرزوقي.

## أحداث 2011

### اقتراح توليه الرئاسة بعد فرار بن علي
قال الجنرال رشيد عمار في لقاء له في برنامج التاسعة مساء بتاريخ 25 يونيو 2013، أنه عقب هروب الرئيس السابق زين العابدين بن علي وبالتحديد ليلة 14-15 يناير 2011 اقتُرح عليه اعتلاء كرسي الرئاسة بـ«إلحاح شديد» وفق تعبيره، لكنه رفض ذلك من منطلق «الخوف على البلاد من الفوضى». وفي نفس ذلك اللقاء أعلن عمار استقالته على الهواء مباشرة من منصب رئيس أركان الجيش بعد بلوغه سن التقاعد.

### ما بعد الثورة
بعد ثورة 14 يناير 2011، وفرار الرئيس التونسي زين العابدين بن علي تولى رشيد عمار منصب رئيس أركان القوات المسلحة لكنه اتهم لاحقا بإرتكاب جرائم قتل وتورط في فض إحتجاجات 2011.
هذا وقد فُتح ملف عام 2013 لدى القضاء التونسي يتضمن إتهام الجنرال عمار بجملة من التهم تعلقت بالقتل العمد والجرح خلال أحداث جانفي 2011 وكان من المنتظر أن يقع إستنطاق عمار في 11 أكتوبر 2021 لكنه تغيب عن الجلسة.

## مواضيع ذات صلة
- رئيس أركان القوات البرية التونسية
- القوات البرية التونسية